# Cajetan Koller

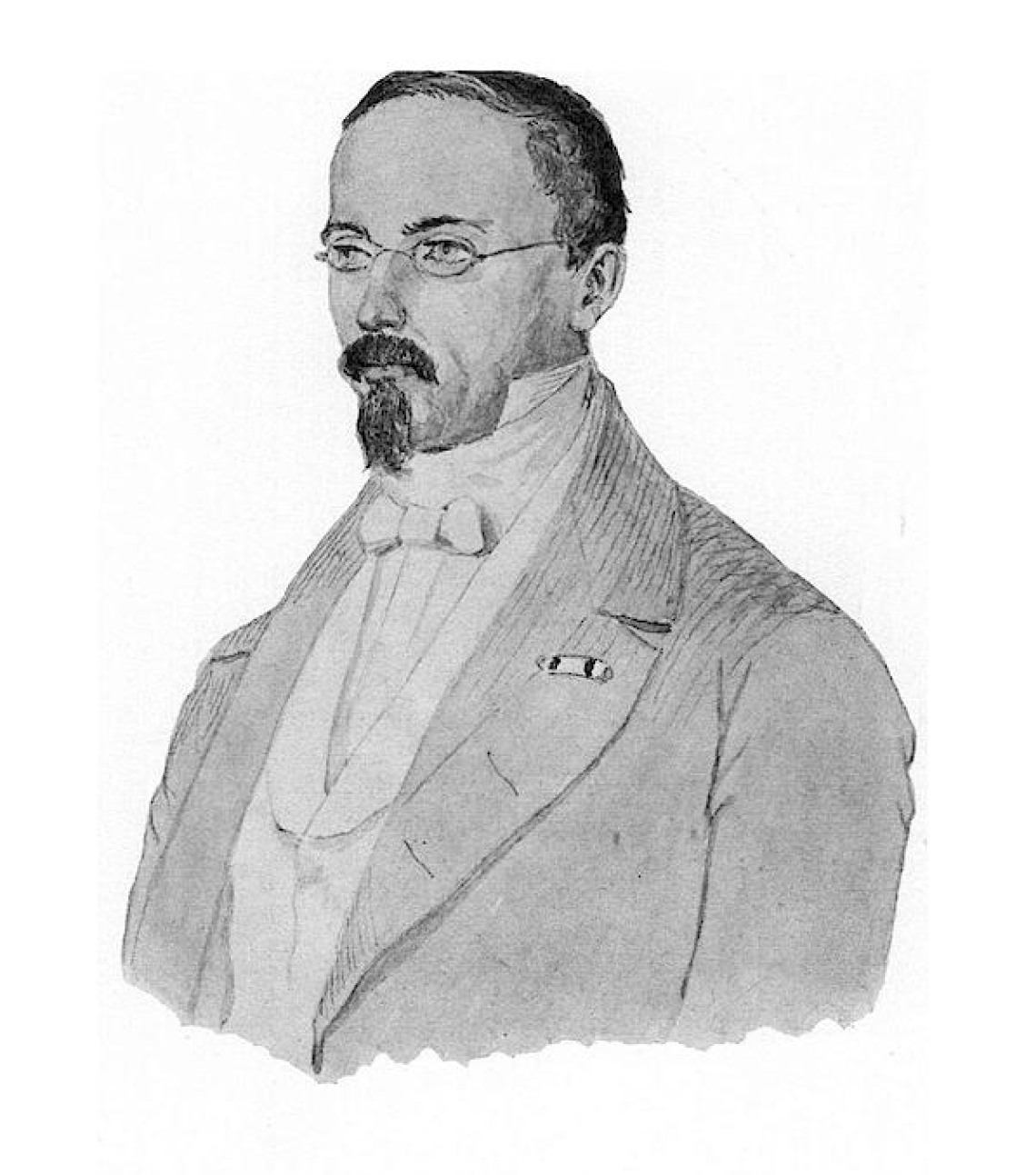
Cajetan Koller

Cajetan Koller (* 15. November 1798 in Trochtelfingen; † 23. Juni 1872 in Hechingen) war ein deutscher Arzt und Abgeordneter der Hechinger Landesdeputation.

## Leben
Koller war der Sohn des fürstlich Fürstenbergischen Rates und Physikus Xaver Koller. Nachdem sein Vater starb, als er zwei Jahre alt war, kam er nach Hechingen. Später besuchte er die Gymnasien in Rottweil und Konstanz und studierte danach an mehreren Universitäten Medizin. Im Jahr 1823 wurde er durch die Universität Tübingen zum Dr. med. promoviert. Danach ließ er sich als Arzt in Hechingen nieder, wurde dort Leibarzt des Fürsten Konstantin und der Fürstin Eugénie und erhielt den Titel eines Medizinalrates. Er heiratet Maria von Bacherle, Kammerfrau der damaligen Erbprinzessin Eugénie, der späteren Fürstin. Er gründete das Schwefelbad in der Herrenackerstraße, das heutige Alten- und Pflegeheim St. Elisabeth.
Koller war seit 1835 Mitglied der Hechinger Landesdeputation, des Landtags des Fürstentums Hohenzollern-Hechingen. Er wurde 1835 im Wahlbezirk I (Stetten bei Hechingen und Boll) gewählt. Auf der konstituierenden Sitzung des Landtags am 14. Oktober 1835 wählte der Landtag Josef Blumenstetter (10 Stimmen), Koller (10 Stimmen) und Pfarrer Johann Baptist Diebold (9 Stimmen) auf die Vorschlagsliste zum Vorstand (Parlamentspräsidenten). Der Fürst ernannte daraufhin Koller (mit der Begründung, er sei der Älteste der Vorgeschlagenen) zum Vorstand des Landtags. Daneben war er Vorstand des Verschönerungsvereins, Direktor des Musikvereins und Initiator des Eugenie-Denkmals am Kinderhaus.
Der Kajetan-Koller-Weg in Hechingen ist nach ihm benannt.